# 石野瑠見
石野 瑠見（いしの るみ、2000年12月14日 - ）は、日本の女性アイドル。
東京都出身。中尾瑠見としてデビュー。マイカンパニー所属。2013年、石野瑠見に改名、ピーナッツプロモーション所属。

## 概要
趣味・特技は、料理、殺陣。

## テレビ
- NHK Eテレ「Rの法則」R's7期生（2015年12月 - 2018年4月）
- NOTTV 連続ドラマ「サクラ咲く」

## 舞台
- シズ☆ゲキ「ストライド」築地本願寺ブティストホール （2016年）

## 作品

### DVD
1. みるみる〜み（2013年1月25日、EIC-BOOK）[2]
2. るみいろの空（2013年3月20日、タスクビジュアル）
3. Look me（2013年6月28日、エスデジタル）
4. 旬感娘[3]（2013年8月28日、PIXY）
5. プリンセスオールスター[4][5]（2013年10月10日 ゼウス）
6. がんばる〜み（2014年1月25日、EIC-BOOK）
7. ルミエール（2014年4月28日、エスデジタル）
8. 瑠見の課外授業 〜Vol.17〜[6][7][8]（2014年6月27日、エスデジタル）
9. charming!![9]　（2014年8月20日、タスクビジュアル）
10. おっきくなーれ！（2015年2月20日、タスクビジュアル）
11. オトナになりたい（2015年6月19日、GRAVISION）
12. るみを見てねっ！（2015年9月4日、GRAVISION）
13. がんばるみ！（2016年1月22日、GRAVISION）
14. Rumi Ishino Models（2016年1月22日、ゼウス）
15. 卒業（2016年3月18日、GRAVISION）
16. 1年3組1番るみルミ（2016年9月1日、ゼウス）

### eic-DVD
- 純情女子中学生宣言！Chu→Boh学園 2015春（2015年1月25日、EIC-BOOK） 共演：清水ちか, 水島あずさ, 早坂美咲, 石田果子, 二葉姫奈, 岡田めぐ, 下江梨菜, 朝比奈恋, 高丘桜子(岡本桃佳), 神山あかね, 星野希, 工藤ひなり, 織田芽以, 見上瑠那, 夏風ひかり

### 書籍
- moecco vol.45（2013年8月9日、マイウェイ出版） 共演：桜木ひな, 安藤穂乃果, 清水ちか, 春日彩香, 沢井みく, 清水美蘭, 沢井ゆり, 相澤はな, 小林桃華, 青井こはる
- Chu→Boh vol.59（2014年1月6日、海王社） 共演：新原里彩, 橋本環奈, 岡詩乃, 石田果子, 宮園梨織, 二葉姫奈, 青井こはる, 朝比奈恋, 佐藤ありさ
- Chu→Boh　vol.60（2014年3月3日、海王社） 共演：楠みゆう, 北村真珠, 新原里彩, 橋本環奈, 早坂美咲, 沖田真利杏, 朝比奈恋, 佐藤ありさ, 高丘桜子(岡本桃佳), 橋本幸奈
- ピュアホワイト6（2014年5月22日、マイウェイ出版） 共演：荒井暖菜, 東海林藍, 春日彩香, 清水美蘭, 相澤はな, 深瀬なな, 青井こはる, 里中優音
- Suku→Boh vol.3（2014年6月3日、海王社） 共演：楠みゆう, 新原里彩, 桜山澪, 岡詩乃, 星名美津紀, 早坂美咲, 石田果子, 二葉姫奈, 朝比奈恋, 高丘桜子(岡本桃佳), 上木ありさ, 工藤ひなり, 宝田もえの
- moecco vol.50（2014年6月12日、マイウェイ出版） 共演：東海林藍, 深瀬なな, 河井ともみ, 玉井ちなつ, 神崎莉奈, 沖田彩花, 織田芽以, 星野璃里
- moecco 夏のビキニ祭り（2014年7月16日、マイウェイ出版） 共演：矢部まりな, 加藤まりん, 清水美蘭, 港乃碧, 新井ひいな, 小林桃華, 青井こはる
- moecco vol.51（2014年8月20日、マイウェイ出版） 共演：楠みゆう, 村松奈々, 楢岡のあ, 新見ななえ, 松田雪愛, 織田芽以, 上野鈴華, 花沢あい, 星野璃里, 清家ゆめか, 神山みなみ
- COVER girls（2014年9月13日、マイウェイ出版） 共演：春野奈々, 水城るな, 清水ちか, 春日彩香, 清水美蘭, 東亜咲花, 青井こはる, 星野希, 沖田彩花
- Chu→Boh vol.64（2014年11月4日、海王社） 共演：早坂美咲, 優希美青, 朝比奈恋, 佐藤ありさ, 星野希, 伊沙李, 工藤ひなり, 織田芽以, 三品瑠香
- Suku→Boh vol.4（2014年12月3日、海王社） 共演：森下真依, 水島あずさ, 清水ちか, 星名美津紀, 朝日花奈, 早坂美咲, 岡田めぐ, 朝比奈恋, 佐藤ありさ, 星野希, 伊沙李, 工藤ひなり, 織田芽以, 夏風ひかり
- moecco vol.54（2015年2月13日、マイウェイ出版） 共演：春日彩香, 須田理夏子, 深瀬なな, 東亜咲花, 河合玲奈, 一条希星, 星野璃里, 宍倉鈴華